# 张登良
张登良（1933年9月—2016年11月30日），男，北京人，中国公路工程专家，曾任长安大学教授、博士生导师，国务院学位委员会第二届学科评议组成员。